# Lista över matchresultat i Elitserien i ishockey 2012/2013
Lista över matchresultat i grundserien av Elitserien i ishockey 2012/2013. Ligan inleddes den 13 september 2012 och avslutades 5 mars 2013.
  
| Nr | Lag            | S  | V  | ÖV | ÖF | F  | GM  | IM  | MS  | P   |
| -- | -------------- | -- | -- | -- | -- | -- | --- | --- | --- | --- |
| 1  | Skellefteå AIK | 55 | 34 | 4  | 4  | 13 | 170 | 107 | +63 | 114 |
| 2  | Färjestad BK   | 55 | 27 | 7  | 7  | 14 | 155 | 110 | +45 | 102 |
| 3  | Luleå HF       | 55 | 25 | 9  | 9  | 12 | 145 | 102 | +43 | 102 |
| 4  | HV71           | 55 | 27 | 9  | 3  | 16 | 155 | 124 | +31 | 102 |
| 5  | Linköpings HC  | 55 | 27 | 4  | 5  | 19 | 145 | 136 | +9  | 94  |
| 6  | Frölunda HC    | 55 | 21 | 8  | 5  | 21 | 123 | 126 | −3  | 84  |
| 7  | Modo           | 55 | 19 | 7  | 10 | 19 | 135 | 129 | +6  | 81  |
| 8  | Brynäs IF (RM) | 55 | 17 | 6  | 12 | 20 | 123 | 166 | −43 | 75  |
| 9  | AIK            | 55 | 16 | 7  | 7  | 25 | 123 | 149 | −26 | 69  |
| 10 | Växjö Lakers   | 55 | 14 | 7  | 8  | 26 | 102 | 130 | −28 | 64  |
| 11 | Timrå IK       | 55 | 12 | 8  | 5  | 30 | 100 | 127 | −27 | 57  |
| 12 | Rögle BK (U)   | 55 | 10 | 5  | 6  | 34 | 104 | 174 | −70 | 46  |

## Matcher
| Denna tabell: visa • redigera |

| Omgång 1 - 13 september 2012 Skellefteå AIK - Modo Hockey 5 - 1 (4-0,1-1,0-0) 5667 Skellefteå Kraft Arena - 13 september 2012 Timrå IK - AIK 2 - 1 (0-0,1-0,0-1,1-0) 4508 E.ON Arena - 13 september 2012 Brynäs IF - Växjö Lakers HC 2 - 1 (1-0,0-0,0-1,0-0,1-0) 5273 Läkerol Arena - 13 september 2012 Rögle BK - Luleå HF 1 - 3 (1-1,0-1,0-1) 4369 Lindab Arena - 13 september 2012 Färjestads BK - HV 71 2 - 3 (1-0,1-1,0-1,0-1) 6395 Löfbergs Lila Arena - 13 september 2012 Frölunda HC - Linköpings HC 1 - 2 (0-0,0-1,1-1) 7927 Scandinavium Omgång 2 - 15 september 2012 HV 71 - Brynäs IF 2 - 1 (0-0,0-1,1-0,1-0) 6873 Kinnarps Arena - 15 september 2012 Luleå HF - Skellefteå AIK 3 - 2 (0-1,1-1,2-0) 6300 Coop Norrbotten Arena - 15 september 2012 Modo Hockey - Timrå IK 2 - 3 (0-0,1-0,1-2,0-1) 6980 Fjällräven Center - 15 september 2012 Växjö Lakers HC - Frölunda HC 1 - 3 (0-2,1-0,0-1) 5645 Vida Arena - 16 september 2012 AIK - Färjestads BK 1 - 2 (0-1,0-0,1-0,0-1) 5538 Hovet, Johanneshov - 17 september 2012 Linköpings HC - Rögle BK 2 - 1 (1-0,0-1,1-0) 6401 Cloetta Center Omgång 3 - 19 september 2012 AIK - Brynäs IF 3 - 4 (1-2,1-1,1-0,0-1) 4105 Hovet, Johanneshov - 20 september 2012 Rögle BK - Färjestads BK 5 - 2 (0-1,2-1,3-0) 4009 Lindab Arena - 20 september 2012 Växjö Lakers HC - Timrå IK 2 - 1 (1-0,0-1,0-0,1-0) 4416 Vida Arena - 20 september 2012 Linköpings HC - Luleå HF 2 - 3 (0-1,2-0,0-1,0-1) 6695 Cloetta Center - 20 september 2012 HV 71 - Skellefteå AIK 1 - 0 (0-0,1-0,0-0) 6521 Kinnarps Arena - 20 september 2012 Frölunda HC - Modo Hockey 7 - 6 (2-4,1-1,3-1,1-0) 7118 Scandinavium Omgång 4 - 22 september 2012 Luleå HF - AIK 3 - 1 (0-0,2-1,1-0) 5866 COOP Arena - 22 september 2012 Skellefteå AIK - Växjö Lakers HC 0 - 2 (0-0,0-1,0-1) 4879 Skellefteå Kraft Arena - 22 september 2012 Timrå IK - HV 71 2 - 4 (0-1,1-0,1-3) 4211 E.ON Arena - 22 september 2012 Modo Hockey - Rögle BK 2 - 1 (1-0,0-0,1-1) 5899 Fjällräven Center - 22 september 2012 Brynäs IF - Linköpings HC 3 - 1 (0-0,1-0,2-1) 6422 Läkerol Arena - 22 september 2012 Färjestads BK - Frölunda HC 2 - 3 (0-1,1-1,1-1) 6949 Löfbergs Lila Arena Omgång 5 - 24 september 2012 Linköpings HC - Växjö Lakers HC 8 - 3 (4-0,2-1,2-2) 5940 Cloetta Center - 25 september 2012 Rögle BK - Timrå IK 0 - 1 (0-1,0-0,0-0) 3634 Lindab Arena - 25 september 2012 Färjestads BK - Luleå HF 1 - 0 (0-0,0-0,1-0) 5332 Löfbergs Lila Arena - 25 september 2012 Brynäs IF - Modo Hockey 2 - 1 (1-0,0-0,0-1,1-0) 5928 Läkerol Arena - 25 september 2012 HV 71 - AIK 5 - 3 (1-1,3-1,1-1) 6704 Kinnarps Arena - 25 september 2012 Frölunda HC - Skellefteå AIK 2 - 5 (0-4,1-0,1-1) 7790 Scandinavium Omgång 6 - 27 september 2012 Luleå HF - Frölunda HC 2 - 1 (2-0,0-1,0-0) 5077 Coop Norrbotten Arena - 27 september 2012 Skellefteå AIK - Brynäs IF 5 - 3 (2-1,3-1,0-1) 4684 Skellefteå Kraft Arena - 27 september 2012 Modo Hockey - HV 71 3 - 1 (1-0,2-1,0-0) 5562 Fjällräven Center - 27 september 2012 Timrå IK - Färjestads BK 1 - 4 (0-0,0-2,1-2) 4012 E.ON Arena - 27 september 2012 AIK - Linköpings HC 2 - 4 (1-1,1-2,0-1) 3312 Hovet, Johanneshov - 27 september 2012 Växjö Lakers HC - Rögle BK 1 - 3 (0-2,0-1,1-0) 4435 Vida Arena Omgång 7 - 29 september 2012 Skellefteå AIK - Färjestads BK 2 - 1 (0-0,1-0,1-1) 5428 Skellefteå Kraft Arena - 29 september 2012 Brynäs IF - Timrå IK 3 - 2 (0-2,1-0,2-0) 5498 Läkerol Arena - 29 september 2012 Växjö Lakers HC - Luleå HF 1 - 5 (1-2,0-0,0-3) 4526 Vida Arena - 29 september 2012 Frölunda HC - AIK 4 - 2 (2-1,1-1,1-0) 7835 Scandinavium - 29 september 2012 Rögle BK - HV 71 1 - 4 (0-2,0-1,1-1) 4312 Lindab Arena - 29 september 2012 Linköpings HC - Modo Hockey 3 - 5 (0-0,1-0,2-5) 6411 Cloetta Center Omgång 8 - 2 oktober 2012 Luleå HF - Brynäs IF 0 - 1 (0-0,0-1,0-0) 5338 Coop Norrbotten Arena - 2 oktober 2012 Modo Hockey - Växjö Lakers HC 2 - 0 (0-0,0-0,2-0) 5993 Fjällräven Center - 2 oktober 2012 Timrå IK - Skellefteå AIK 2 - 1 (1-0,0-1,0-0,0-0,1-0) 4518 E.ON Arena - 2 oktober 2012 AIK - Rögle BK 5 - 3 (4-2,0-0,1-1) 3708 Hovet, Johanneshov - 2 oktober 2012 Färjestads BK - Linköpings HC 7 - 2 (3-0,3-0,1-2) 5536 Löfbergs Lila Arena - 2 oktober 2012 HV 71 - Frölunda HC 4 - 1 (1-0,2-0,1-1) 6643 Kinnarps Arena Omgång 9 - 4 oktober 2012 Skellefteå AIK - AIK 3 - 1 (1-0,1-1,1-0) 4575 Skellefteå Kraft Arena - 4 oktober 2012 Modo Hockey - Luleå HF 3 - 2 (1-0,1-1,1-1) 5707 Fjällräven Center - 4 oktober 2012 Brynäs IF - Färjestads BK 1 - 4 (1-1,0-1,0-2) 5270 Läkerol Arena - 4 oktober 2012 Rögle BK - Frölunda HC 2 - 0 (1-0,0-0,1-0) 3836 Lindab Arena - 4 oktober 2012 Växjö Lakers HC - HV 71 1 - 4 (1-1,0-2,0-1) 5700 Vida Arena - 16 oktober 2012 Linköpings HC - Timrå IK 1 - 5 (1-0,0-3,0-2) 5153 Cloetta Center Omgång 10 - 6 oktober 2012 AIK - Växjö Lakers HC 3 - 2 (0-0,1-2,2-0) 4235 Hovet, Johanneshov - 6 oktober 2012 HV 71 - Linköpings HC 1 - 4 (0-1,0-2,1-1) 7000 Kinnarps Arena - 6 oktober 2012 Frölunda HC - Brynäs IF 1 - 2 (0-0,1-2,0-0) 10740 Scandinavium - 6 oktober 2012 Timrå IK - Luleå HF 2 - 3 (2-0,0-2,0-0,0-0,0-1) 4601 E.ON Arena - 6 oktober 2012 Färjestads BK - Modo Hockey 3 - 2 (1-1,0-0,1-1,0-0,1-0) 6304 Löfbergs Lila Arena - 7 oktober 2012 Rögle BK - Skellefteå AIK 1 - 3 (0-1,1-2,0-0) 4355 Lindab Arena Omgång 11 - 9 oktober 2012 Skellefteå AIK - Linköpings HC 4 - 1 (1-0,1-0,2-1) 4443 Skellefteå Kraft Arena - 9 oktober 2012 AIK - Modo Hockey 0 - 4 (0-1,0-2,0-1) 4556 Hovet, Johanneshov - 9 oktober 2012 Timrå IK - Frölunda HC 1 - 3 (0-1,1-0,0-2) 4712 E.ON Arena - 9 oktober 2012 Brynäs IF - Rögle BK 4 - 3 (0-2,3-0,1-1) 4263 Läkerol Arena - 9 oktober 2012 Växjö Lakers HC - Färjestads BK 2 - 1 (0-0,0-0,1-1,0-0,1-0) 4661 Vida Arena - 27 november 2012 Luleå HF - HV 71 2 - 1 (1-0,0-1,0-0,1-0) 4826 Coop Norrbotten Arena Omgång 12 - 11 oktober 2012 Luleå HF - Växjö Lakers HC 4 - 1 (1-0,0-1,3-0) 4286 Coop Norrbotten Arena - 11 oktober 2012 Brynäs IF - Skellefteå AIK 3 - 2 (0-0,1-1,2-1) 5324 Läkerol Arena - 11 oktober 2012 Rögle BK - Modo Hockey 2 - 3 (0-0,0-1,2-2) 4389 Lindab Arena - 11 oktober 2012 Färjestads BK - Timrå IK 3 - 1 (1-0,1-0,1-1) 5127 Löfbergs Lila Arena - 11 oktober 2012 Linköpings HC - AIK 3 - 2 (3-0,0-1,0-1) 5747 Cloetta Center - 15 oktober 2012 Frölunda HC - HV 71 2 - 3 (1-1,1-2,0-0) 9547 Scandinavium Omgång 13 - 13 oktober 2012 Timrå IK - Linköpings HC 1 - 3 (0-1,1-2,0-0) 4019 E.ON Arena - 13 oktober 2012 AIK - Luleå HF 2 - 0 (0-0,2-0,0-0) 4732 Hovet, Johanneshov - 13 oktober 2012 Färjestads BK - Skellefteå AIK 1 - 2 (0-1,0-0,1-0,0-1) 5816 Löfbergs Lila Arena - 13 oktober 2012 HV 71 - Rögle BK 3 - 2 (1-1,0-1,1-0,1-0) 6774 Kinnarps Arena - 13 oktober 2012 Modo Hockey - Frölunda HC 3 - 4 (0-1,2-1,1-2) 7416 Fjällräven Center - 13 oktober 2012 Växjö Lakers HC - Brynäs IF 1 - 2 (0-1,1-1,0-0) 5560 Vida Arena Omgång 14 - 17 oktober 2012 Luleå HF - Modo Hockey 3 - 2 (0-0,2-1,1-1) 4389 Coop Norrbotten Arena - 17 oktober 2012 Brynäs IF - AIK 1 - 5 (1-1,0-2,0-2) 5588 Läkerol Arena - 17 oktober 2012 HV 71 - Färjestads BK 4 - 3 (1-1,1-0,2-2) 6786 Kinnarps Arena - 18 oktober 2012 Skellefteå AIK - Rögle BK 6 - 0 (0-0,5-0,1-0) 4487 Skellefteå Kraft Arena - 18 oktober 2012 Timrå IK - Växjö Lakers HC 1 - 2 (1-1,0-0,0-1) 4225 E.ON Arena - 18 oktober 2012 Linköpings HC - Frölunda HC 4 - 0 (1-0,2-0,1-0) 5414 Cloetta Center Omgång 15 - 19 oktober 2012 Luleå HF - Färjestads BK 4 - 2 (2-0,1-1,1-1) 5039 Coop Norrbotten Arena - 19 oktober 2012 Modo Hockey - Brynäs IF 2 - 1 (0-0,1-1,1-0) 6536 Fjällräven Center - 20 oktober 2012 Skellefteå AIK - Linköpings HC 3 - 5 (2-2,0-0,1-3) 5491 Skellefteå Kraft Arena - 20 oktober 2012 Rögle BK - Växjö Lakers HC 2 - 3 (1-0,1-1,0-1,0-0,0-1) 4554 Lindab Arena - 20 oktober 2012 Frölunda HC - Timrå IK 3 - 1 (1-0,1-1,1-0) 9455 Scandinavium - 23 oktober 2012 AIK - HV 71 4 - 5 (1-2,1-2,2-1) 4984 Hovet, Johanneshov Omgång 16 - 24 oktober 2012 Skellefteå AIK - Frölunda HC 4 - 2 (1-2,2-0,1-0) 4960 Skellefteå Kraft Arena - 24 oktober 2012 Timrå IK - Rögle BK 3 - 2 (1-0,0-0,2-2) 4174 E.ON Arena - 24 oktober 2012 Växjö Lakers HC - Linköpings HC 1 - 2 (0-1,1-1,0-0) 4763 Vida Arena - 25 oktober 2012 Modo Hockey - AIK 4 - 5 (1-2,1-3,2-0) 5027 Fjällräven Center - 25 oktober 2012 Färjestads BK - Brynäs IF 3 - 0 (0-0,0-0,3-0) 5734 Löfbergs Lila Arena - 25 oktober 2012 HV 71 - Luleå HF 0 - 2 (0-0,0-1,0-1) 6671 Kinnarps Arena Omgång 17 - 18 september 2012 Frölunda HC - Växjö Lakers HC 1 - 2 (1-0,0-0,0-1,0-0,0-1) 6499 Scandinavium - 21 oktober 2012 Färjestads BK - AIK 1 - 2 (1-0,0-0,0-1,0-0,0-1) 5142 Löfbergs Lila Arena - 27 oktober 2012 Skellefteå AIK - Timrå IK 1 - 3 (0-2,1-1,0-0) 5896 Skellefteå Kraft Arena - 27 oktober 2012 Brynäs IF - Luleå HF 2 - 3 (1-1,0-1,1-0,0-0,0-1) 8077 Läkerol Arena - 27 oktober 2012 Rögle BK - Linköpings HC 4 - 3 (1-0,2-0,1-3) 3976 Lindab Arena - 27 oktober 2012 HV 71 - Modo Hockey 4 - 1 (3-0,1-0,0-1) 6824 Kinnarps Arena Omgång 18 - 28 oktober 2012 AIK - Frölunda HC 3 - 6 (1-0,2-3,0-3) 4604 Hovet, Johanneshov - 30 oktober 2012 Timrå IK - Luleå HF 1 - 0 (0-0,0-0,0-0,0-0,1-0) 4505 E.ON Arena - 30 oktober 2012 Modo Hockey - Färjestads BK 0 - 2 (0-1,0-0,0-1) 5418 Fjällräven Center - 30 oktober 2012 Rögle BK - Brynäs IF 5 - 4 (2-1,1-2,1-1,1-0) 4379 Lindab Arena - 30 oktober 2012 Växjö Lakers HC - Skellefteå AIK 1 - 2 (0-1,1-0,0-0,0-1) 4926 Vida Arena - 30 oktober 2012 Linköpings HC - HV 71 0 - 5 (0-2,0-1,0-2) 8017 Cloetta Center Omgång 19 - 1 november 2012 Modo Hockey - Linköpings HC 0 - 3 (0-1,0-1,0-1) 5222 Fjällräven Center - 1 november 2012 Timrå IK - Brynäs IF 2 - 4 (1-2,0-1,1-1) 4709 E.ON Arena - 1 november 2012 AIK - Skellefteå AIK 0 - 5 (0-0,0-0,0-5) 5663 Hovet, Johanneshov - 1 november 2012 Färjestads BK - Rögle BK 4 - 0 (3-0,1-0,0-0) 7144 Löfbergs Lila Arena - 1 november 2012 HV 71 - Växjö Lakers HC 3 - 4 (0-2,1-1,2-0,0-0,0-1) 6907 Kinnarps Arena - 1 november 2012 Frölunda HC - Luleå HF 1 - 2 (0-0,0-1,1-0,0-0,0-1) 9417 Scandinavium Omgång 20 - 3 november 2012 Skellefteå AIK - HV 71 7 - 3 (1-2,3-0,3-1) 5804 Skellefteå Kraft Arena - 3 november 2012 Timrå IK - Modo Hockey 3 - 0 (1-0,1-0,1-0) 6000 E.ON Arena - 3 november 2012 Brynäs IF - Frölunda HC 0 - 4 (0-1,0-2,0-1) 8222 Läkerol Arena - 3 november 2012 Linköpings HC - Färjestads BK 2 - 3 (1-0,1-2,0-1) 7617 Cloetta Center - 3 november 2012 Luleå HF - Rögle BK 1 - 0 (1-0,0-0,0-0) 4661 Coop Norrbotten Arena - 3 november 2012 Växjö Lakers HC - AIK 3 - 0 (0-0,1-0,2-0) 5700 Vida Arena Omgång 21 - 13 november 2012 Växjö Lakers HC - Modo Hockey 2 - 3 (1-1,0-1,1-0,0-1) 4639 Vida Arena - 13 november 2012 Skellefteå AIK - Luleå HF 4 - 3 (1-0,1-1,2-2) 6001 Skellefteå Kraft Arena - 13 november 2012 Rögle BK - AIK 4 - 1 (1-1,2-0,1-0) 4311 Lindab Arena - 13 november 2012 Linköpings HC - Brynäs IF 1 - 4 (0-2,1-1,0-1) 6512 Cloetta Center - 13 november 2012 HV 71 - Timrå IK 3 - 1 (1-0,1-1,1-0) 6583 Kinnarps Arena - 13 november 2012 Frölunda HC - Färjestads BK 1 - 2 (0-1,0-0,1-0,0-1) 11142 Scandinavium Omgång 22 - 15 november 2012 Luleå HF - Linköpings HC 0 - 1 (0-0,0-0,0-0,0-1) 4202 Coop Norrbotten Arena - 15 november 2012 Modo Hockey - Skellefteå AIK 2 - 3 (0-1,0-1,2-1) 5549 Fjällräven Center - 15 november 2012 Brynäs IF - HV 71 0 - 3 (0-2,0-0,0-1) 5386 Läkerol Arena - 15 november 2012 AIK - Timrå IK 2 - 1 (1-0,0-1,1-0) 3907 Hovet, Johanneshov - 15 november 2012 Färjestads BK - Växjö Lakers HC 3 - 6 (2-3,1-2,0-1) 4709 Löfbergs Lila Arena - 15 november 2012 Frölunda HC - Rögle BK 2 - 1 (0-0,1-0,1-1) 7272 Scandinavium Omgång 23 - 17 november 2012 Luleå HF - AIK 3 - 2 (1-2,0-0,1-0,1-0) 5343 Coop Norrbotten Arena - 17 november 2012 Brynäs IF - Modo Hockey 5 - 6 (2-1,1-1,2-3,0-1) 7410 Läkerol Arena - 17 november 2012 Linköpings HC - Växjö Lakers HC 5 - 3 (3-0,0-1,2-2) 5804 Cloetta Center - 17 november 2012 HV 71 - Frölunda HC 2 - 1 (2-0,0-1,0-0) 7000 Kinnarps Arena - 17 november 2012 Timrå IK - Färjestads BK 3 - 1 (3-0,0-0,0-1) 4419 E.ON Arena - 17 november 2012 Rögle BK - Skellefteå AIK 0 - 7 (0-3,0-4,0-0) 4074 Lindab Arena Omgång 24 - 20 november 2012 Färjestads BK - Luleå HF 4 - 0 (1-0,2-0,1-0) 5182 Löfbergs Lila Arena - 20 november 2012 Skellefteå AIK - Linköpings HC 4 - 2 (1-1,2-1,1-0) 4821 Skellefteå Kraft Arena - 20 november 2012 Timrå IK - HV 71 3 - 5 (1-1,2-1,0-3) 4246 E.ON Arena - 20 november 2012 AIK - Brynäs IF 2 - 1 (1-0,0-1,0-0,0-0,1-0) 4822 Hovet, Johanneshov - 20 november 2012 Växjö Lakers HC - Rögle BK 1 - 3 (0-2,1-0,0-1) 4358 Vida Arena - 20 november 2012 Frölunda HC - Modo Hockey 0 - 2 (0-0,0-1,0-1) 7731 Scandinavium Omgång 25 - 22 november 2012 Skellefteå AIK - Växjö Lakers HC 1 - 2 (0-0,1-0,0-1,0-1) 4471 Skellefteå Kraft Arena - 22 november 2012 Modo Hockey - HV 71 4 - 2 (2-0,0-2,2-0) 4717 Fjällräven Center - 22 november 2012 Brynäs IF - Färjestads BK 3 - 4 (1-2,1-1,1-0,0-1) 5076 Läkerol Arena - 22 november 2012 Rögle BK - Luleå HF 1 - 2 (0-0,0-1,1-1) 3739 Lindab Arena - 22 november 2012 Linköpings HC - Timrå IK 5 - 2 (1-0,2-2,2-0) 5192 Cloetta Center - 18 december 2012 Frölunda HC - AIK 1 - 2 (0-0,1-0,0-2) 8209 Scandinavium Omgång 26 - 24 november 2012 Luleå HF - Brynäs IF 8 - 1 (1-1,3-0,4-0) 4965 Coop Norrbotten Arena - 24 november 2012 Växjö Lakers HC - Timrå IK 3 - 0 (2-0,0-0,1-0) 4872 Vida Arena - 24 november 2012 Färjestads BK - Frölunda HC 4 - 1 (0-0,2-1,2-0) 8536 Löfbergs Lila Arena - 24 november 2012 Modo Hockey - Rögle BK 4 - 1 (2-0,2-0,0-1) 6135 Fjällräven Center - 25 november 2012 HV 71 - Skellefteå AIK 2 - 1 (1-0,1-0,0-1) 6706 Kinnarps Arena - 25 november 2012 AIK - Linköpings HC 1 - 2 (1-1,0-0,0-1) 4230 Hovet, Johanneshov Omgång 27 - 27 november 2012 Timrå IK - Frölunda HC 0 - 1 (0-1,0-0,0-0) 4208 E.ON Arena - 27 november 2012 Skellefteå AIK - Modo Hockey 3 - 1 (0-0,3-0,0-1) 4832 Skellefteå Kraft Arena - 27 november 2012 Brynäs IF - Linköpings HC 5 - 0 (1-0,1-0,3-0) 4809 Läkerol Arena - 27 november 2012 Växjö Lakers HC - Färjestads BK 4 - 3 (0-2,2-0,2-1) 4857 Vida Arena - 27 november 2012 Luleå HF - HV 71 6 - 0 (1-0,3-0,2-0) 5484 Coop Norrbotten Arena - 20 december 2012 AIK - Rögle BK 4 - 3 (1-1,2-0,1-2) 5311 Hovet, Johanneshov Omgång 28 - 29 november 2012 Modo Hockey - Timrå IK 2 - 0 (0-0,1-0,1-0) 5927 Fjällräven Center - 29 november 2012 Brynäs IF - Växjö Lakers HC 4 - 2 (0-1,3-1,1-0) 4523 Läkerol Arena - 29 november 2012 Rögle BK - Färjestads BK 1 - 7 (0-3,0-2,1-2) 3821 Lindab Arena - 29 november 2012 Linköpings HC - Luleå HF 0 - 3 (0-2,0-0,0-1) 5141 Cloetta Center - 29 november 2012 HV 71 - AIK 3 - 2 (0-1,0-0,2-1,0-0,1-0) 6537 Kinnarps Arena - 29 november 2012 Frölunda HC - Skellefteå AIK 3 - 1 (1-1,1-0,1-0) 8808 Scandinavium | Omgång 29 - 1 december 2012 Skellefteå AIK - AIK 3 - 4 (1-0,1-2,1-2) 5317 Skellefteå Kraft Arena - 1 december 2012 Luleå HF - Timrå IK 3 - 4 (0-2,2-0,1-1,0-0,0-1) 5831 Coop Norrbotten Arena - 1 december 2012 Färjestads BK - Modo Hockey 2 - 1 (1-0,1-1,0-0) 6377 Löfbergs Lila Arena - 1 december 2012 Linköpings HC - Rögle BK 3 - 1 (1-0,0-0,2-1) 5080 Cloetta Center - 1 december 2012 Frölunda HC - Brynäs IF 3 - 0 (2-0,0-0,1-0) 11110 Scandinavium - 1 december 2012 Växjö Lakers HC - HV 71 3 - 0 (1-0,1-0,1-0) 5700 Vida Arena Omgång 30 - 3 december 2012 Rögle BK - Timrå IK 1 - 3 (0-0,1-1,0-2) 3245 Lindab Arena - 4 december 2012 Luleå HF - Frölunda HC 2 - 3 (0-0,1-1,1-1,0-0,0-1) 4283 Coop Norrbotten Arena - 4 december 2012 Skellefteå AIK - Brynäs IF 3 - 5 (1-1,2-3,0-1) 4548 Skellefteå Kraft Arena - 4 december 2012 Modo Hockey - Växjö Lakers HC 5 - 2 (2-1,1-1,2-0) 4594 Fjällräven Center - 4 december 2012 AIK - Färjestads BK 2 - 3 (1-0,0-2,1-1) 4657 Hovet, Johanneshov - 4 december 2012 HV 71 - Linköpings HC 0 - 2 (0-0,0-1,0-1) 6610 Kinnarps Arena Omgång 31 - 6 december 2012 Luleå HF - Skellefteå AIK 0 - 3 (0-3,0-0,0-0) 6154 Coop Norrbotten Arena - 6 december 2012 Timrå IK - AIK 3 - 4 (0-1,1-1,2-1,0-0,0-1) 4205 E.ON Arena - 6 december 2012 Brynäs IF - Rögle BK 5 - 4 (1-1,1-1,2-2,1-0) 5436 Läkerol Arena - 6 december 2012 Växjö Lakers HC - Frölunda HC 3 - 0 (1-0,1-0,1-0) 5011 Vida Arena - 6 december 2012 Linköpings HC - Modo Hockey 4 - 5 (1-1,1-2,2-1,0-1) 5321 Cloetta Center - 3 januari 2013 Färjestads BK - HV 71 0 - 1 (0-0,0-0,0-0,0-0,0-1) 5866 Löfbergs Lila Arena Omgång 32 - 8 december 2012 Skellefteå AIK - Färjestads BK 5 - 4 (1-2,1-0,3-2) 5220 Skellefteå Kraft Arena - 8 december 2012 Rögle BK - HV 71 2 - 3 (1-1,0-1,1-0,0-0,0-1) 3619 Lindab Arena - 8 december 2012 Frölunda HC - Linköpings HC 3 - 1 (0-0,0-1,3-0) 8423 Scandinavium - 8 december 2012 Modo Hockey - Luleå HF 3 - 2 (1-1,0-1,1-0,1-0) 6747 Fjällräven Center - 8 december 2012 Brynäs IF - Timrå IK 3 - 0 (2-0,0-0,1-0) 15009 Gävlebocken Arena - 9 december 2012 AIK - Växjö Lakers HC 1 - 2 (0-1,0-0,1-1) 3925 Hovet, Johanneshov Omgång 33 - 26 december 2012 Modo Hockey - AIK 2 - 0 (0-0,1-0,1-0) 7600 Fjällräven Center - 26 december 2012 Timrå IK - Skellefteå AIK 2 - 4 (1-2,0-0,1-2) 4482 E.ON Arena - 26 december 2012 Rögle BK - Frölunda HC 1 - 2 (0-0,1-1,0-0,0-0,0-1) 4227 Lindab Arena - 26 december 2012 Växjö Lakers HC - Luleå HF 1 - 4 (0-1,0-2,1-1) 5700 Vida Arena - 26 december 2012 Färjestads BK - Linköpings HC 1 - 4 (0-1,1-2,0-1) 6913 Löfbergs Lila Arena - 26 december 2012 HV 71 - Brynäs IF 2 - 1 (0-0,1-1,0-0,1-0) 7000 Kinnarps Arena Omgång 34 - 28 december 2012 Luleå HF - Modo Hockey 1 - 4 (0-1,1-2,0-1) 6300 Coop Norrbotten Arena - 28 december 2012 Skellefteå AIK - Rögle BK 5 - 2 (1-0,2-2,2-0) 6001 Skellefteå Kraft Arena - 28 december 2012 AIK - Timrå IK 1 - 0 (0-0,1-0,0-0) 7707 Hovet, Johanneshov - 28 december 2012 Färjestads BK - Brynäs IF 3 - 2 (1-0,1-1,1-1) 7833 Löfbergs Lila Arena - 28 december 2012 Linköpings HC - HV 71 5 - 4 (2-2,1-1,2-1) 8500 Cloetta Center - 28 december 2012 Frölunda HC - Växjö Lakers HC 3 - 2 (1-0,1-1,1-1) 10027 Scandinavium Omgång 35 - 30 december 2012 Timrå IK - Linköpings HC 0 - 2 (0-0,0-0,0-2) 3630 E.ON Arena - 30 december 2012 HV 71 - Växjö Lakers HC 2 - 0 (1-0,0-0,1-0) 7000 Kinnarps Arena - 30 december 2012 Frölunda HC - Rögle BK 4 - 0 (0-0,3-0,1-0) 9098 Scandinavium - 30 december 2012 Brynäs IF - Luleå HF 3 - 1 (2-0,1-0,0-1) 7786 Läkerol Arena - 30 december 2012 Modo Hockey - Färjestads BK 2 - 3 (1-1,0-0,1-1,0-0,0-1) 7506 Fjällräven Center - 3 januari 2013 AIK - Skellefteå AIK 1 - 4 (0-3,0-0,1-1) 6017 Hovet, Johanneshov Omgång 36 - 5 januari 2013 Skellefteå AIK - Frölunda HC 2 - 0 (0-0,1-0,1-0) 5337 Skellefteå Kraft Arena - 5 januari 2013 Rögle BK - Modo Hockey 4 - 3 (1-1,0-1,2-1,0-0,1-0) 3552 Lindab Arena - 5 januari 2013 Linköpings HC - AIK 3 - 1 (0-0,2-1,1-0) 7138 Cloetta Center - 5 januari 2013 HV 71 - Timrå IK 2 - 0 (1-0,0-0,1-0) 6757 Kinnarps Arena - 5 januari 2013 Färjestads BK - Luleå HF 2 - 1 (2-0,0-1,0-0) 5499 Löfbergs Lila Arena - 5 januari 2013 Växjö Lakers HC - Brynäs IF 0 - 1 (0-0,0-0,0-0,0-1) 5405 Vida Arena Omgång 37 - 7 januari 2013 Rögle BK - AIK 4 - 3 (1-2,1-0,2-1) 3832 Lindab Arena - 8 januari 2013 Frölunda HC - Luleå HF 1 - 3 (1-1,0-1,0-1) 7526 Scandinavium - 8 januari 2013 Timrå IK - Modo Hockey 0 - 3 (0-0,0-2,0-1) 5205 E.ON Arena - 8 januari 2013 Brynäs IF - HV 71 2 - 6 (0-0,1-4,1-2) 4595 Läkerol Arena - 8 januari 2013 Färjestads BK - Växjö Lakers HC 2 - 1 (1-0,0-1,1-0) 5053 Löfbergs Lila Arena - 8 januari 2013 Linköpings HC - Skellefteå AIK 6 - 0 (1-0,3-0,2-0) 5928 Cloetta Center Omgång 38 - 10 januari 2013 Luleå HF - Rögle BK 5 - 2 (2-1,2-1,1-0) 4275 Coop Norrbotten Arena - 10 januari 2013 Skellefteå AIK - Timrå IK 3 - 1 (2-0,1-0,0-1) 4703 Skellefteå Kraft Arena - 10 januari 2013 Modo Hockey - Brynäs IF 3 - 1 (1-0,2-0,0-1) 4934 Fjällräven Center - 10 januari 2013 AIK - Frölunda HC 1 - 3 (1-1,0-2,0-0) 4021 Hovet, Johanneshov - 10 januari 2013 Växjö Lakers HC - Linköpings HC 1 - 3 (0-0,1-2,0-1) 4431 Vida Arena - 10 januari 2013 HV 71 - Färjestads BK 4 - 7 (1-1,1-4,2-2) 6682 Kinnarps Arena Omgång 39 - 12 januari 2013 Luleå HF - Timrå IK 2 - 3 (0-0,1-2,1-0,0-0,0-1) 4942 Coop Norrbotten Arena - 12 januari 2013 Modo Hockey - Linköpings HC 3 - 4 (1-0,2-2,0-1,0-1) 6493 Fjällräven Center - 12 januari 2013 Färjestads BK - AIK 2 - 3 (0-1,0-1,2-1) 6500 Löfbergs Lila Arena - 12 januari 2013 Frölunda HC - HV 71 3 - 4 (1-1,1-1,1-1,0-0,0-1) 11027 Scandinavium - 12 januari 2013 Brynäs IF - Skellefteå AIK 2 - 6 (1-1,1-4,0-1) 7667 Läkerol Arena - 12 januari 2013 Rögle BK - Växjö Lakers HC 3 - 0 (0-0,3-0,0-0) 3960 Lindab Arena Omgång 40 - 15 januari 2013 Frölunda HC - Timrå IK 4 - 3 (1-0,1-1,1-2,0-0,1-0) 7801 Scandinavium - 16 januari 2013 Rögle BK - Brynäs IF 5 - 3 (1-0,2-1,2-2) 3922 Lindab Arena - 16 januari 2013 Linköpings HC - Färjestads BK 1 - 3 (0-0,1-2,0-1) 5919 Cloetta Center - 17 januari 2013 AIK - Luleå HF 2 - 3 (0-1,1-1,1-0,0-0,0-1) 4418 Hovet, Johanneshov - 17 januari 2013 Växjö Lakers HC - Skellefteå AIK 1 - 2 (0-2,0-0,1-0) 4371 Vida Arena - 17 januari 2013 HV 71 - Modo Hockey 4 - 3 (1-1,1-0,2-2) 6539 Kinnarps Arena Omgång 41 - 18 januari 2013 Timrå IK - Brynäs IF 2 - 3 (0-1,0-1,2-1) 4159 E.ON Arena - 18 januari 2013 Färjestads BK - Rögle BK 5 - 1 (2-0,2-1,1-0) 5023 Löfbergs Lila Arena - 18 januari 2013 Linköpings HC - Frölunda HC 3 - 4 (1-2,0-0,2-1,0-0,0-1) 6862 Cloetta Center - 19 januari 2013 Luleå HF - Växjö Lakers HC 3 - 2 (0-0,1-1,1-1,0-0,1-0) 5176 COOP Arena - 19 januari 2013 AIK - Modo Hockey 1 - 2 (1-0,0-1,0-0,0-1) 6479 Hovet, Johanneshov - 19 januari 2013 Skellefteå AIK - HV 71 4 - 2 (3-1,1-0,0-1) 5803 Skellefteå Kraft Arena Omgång 42 - 23 januari 2013 Modo Hockey - Skellefteå AIK 1 - 2 (0-0,1-0,0-2) 5875 Fjällräven Center - 23 januari 2013 Växjö Lakers HC - AIK 1 - 2 (0-1,0-0,1-0,0-0,0-1) 4839 Vida Arena - 23 januari 2013 HV 71 - Luleå HF 4 - 1 (2-1,1-0,1-0) 6717 Kinnarps Arena - 24 januari 2013 Brynäs IF - Frölunda HC 2 - 5 (1-2,1-3,0-0) 5180 Läkerol Arena - 24 januari 2013 Rögle BK - Linköpings HC 3 - 2 (1-1,0-1,1-0,0-0,1-0) 3713 Lindab Arena - 24 januari 2013 Färjestads BK - Timrå IK 4 - 3 (2-1,0-1,2-1) 5188 Löfbergs Lila Arena Omgång 43 - 25 januari 2013 Skellefteå AIK - Luleå HF 0 - 1 (0-0,0-0,0-0,0-0,0-1) 6001 Skellefteå Kraft Arena - 25 januari 2013 Växjö Lakers HC - Modo Hockey 3 - 2 (1-1,1-0,1-1) 5107 Vida Arena - 26 januari 2013 Linköpings HC - Brynäs IF 3 - 1 (2-0,0-0,1-1) 7897 Cloetta Center - 26 januari 2013 Frölunda HC - Färjestads BK 1 - 2 (0-0,0-1,1-0,0-1) 12044 Scandinavium - 26 januari 2013 Timrå IK - Rögle BK 3 - 4 (2-0,0-1,1-2,0-1) 4298 E.ON Arena - 12 februari 2013 AIK - HV 71 4 - 2 (0-2,3-0,1-0) 5808 Hovet, Johanneshov Omgång 44 - 29 januari 2013 Modo Hockey - Frölunda HC 6 - 1 (2-0,2-0,2-1) 5125 Fjällräven Center - 29 januari 2013 Luleå HF - Linköpings HC 4 - 1 (2-0,1-0,1-1) 4850 Coop Norrbotten Arena - 29 januari 2013 Timrå IK - Växjö Lakers HC 0 - 2 (0-0,0-1,0-1) 3882 E.ON Arena - 29 januari 2013 Brynäs IF - AIK 1 - 2 (0-0,0-0,1-1,0-1) 5553 Läkerol Arena - 29 januari 2013 Rögle BK - HV 71 1 - 4 (0-0,0-2,1-2) 4367 Lindab Arena - 29 januari 2013 Färjestads BK - Skellefteå AIK 0 - 1 (0-1,0-0,0-0) 6536 Löfbergs Lila Arena Omgång 45 - 31 januari 2013 Skellefteå AIK - Växjö Lakers HC 2 - 0 (1-0,1-0,0-0) 5012 Skellefteå Kraft Arena - 31 januari 2013 Modo Hockey - Luleå HF 2 - 1 (0-1,0-0,1-0,1-0) 5146 Fjällräven Center - 31 januari 2013 Brynäs IF - Färjestads BK 1 - 7 (1-2,0-3,0-2) 5214 Läkerol Arena - 31 januari 2013 AIK - Rögle BK 7 - 1 (2-0,2-0,3-1) 4434 Hovet, Johanneshov - 31 januari 2013 Linköpings HC - Timrå IK 0 - 4 (0-1,0-1,0-2) 5314 Cloetta Center - 31 januari 2013 HV 71 - Frölunda HC 2 - 3 (0-2,0-1,2-0) 6772 Kinnarps Arena Omgång 46 - 2 februari 2013 Timrå IK - Skellefteå AIK 3 - 2 (2-1,1-1,0-0) 4308 E.ON Arena - 2 februari 2013 Linköpings HC - AIK 0 - 1 (0-0,0-0,0-0,0-0,0-1) 5784 Cloetta Center - 2 februari 2013 Färjestads BK - HV 71 2 - 1 (0-0,2-1,0-0) 7900 Löfbergs Lila Arena - 2 februari 2013 Frölunda HC - Modo Hockey 1 - 3 (1-1,0-0,0-2) 10656 Scandinavium - 2 februari 2013 Luleå HF - Brynäs IF 5 - 1 (2-0,2-0,1-1) 5393 COOP Arena - 2 februari 2013 Växjö Lakers HC - Rögle BK 3 - 2 (1-0,0-1,2-1) 5700 Vida Arena Omgång 47 - 25 januari 2013 HV 71 - AIK 6 - 0 (1-0,2-0,3-0) 6766 Kinnarps Arena - 11 februari 2013 Rögle BK - Luleå HF 4 - 2 (2-1,0-1,2-0) 3407 Lindab Arena - 12 februari 2013 Linköpings HC - Skellefteå AIK 3 - 5 (0-3,1-2,2-0) 5533 Cloetta Center - 12 februari 2013 Modo Hockey - Växjö Lakers HC 4 - 5 (1-1,1-1,2-2,0-0,0-1) 4780 Fjällräven Center - 12 februari 2013 Brynäs IF - Timrå IK 3 - 4 (2-1,0-1,1-1,0-0,0-1) 8003 Läkerol Arena - 12 februari 2013 Färjestads BK - Frölunda HC 3 - 2 (0-1,1-0,2-1) 7451 Löfbergs Lila Arena Omgång 48 - 22 januari 2013 Frölunda HC - Brynäs IF 3 - 2 (1-0,1-1,0-1,0-0,1-0) 8955 Scandinavium - 14 februari 2013 Timrå IK - Luleå HF 1 - 3 (0-2,0-0,1-1) 3950 E.ON Arena - 14 februari 2013 AIK - Modo Hockey 3 - 1 (2-0,0-1,1-0) 5061 Hovet, Johanneshov - 14 februari 2013 Växjö Lakers HC - Färjestads BK 1 - 2 (0-0,1-1,0-1) 5126 Vida Arena - 14 februari 2013 Linköpings HC - Rögle BK 6 - 0 (0-0,1-0,5-0) 6027 Cloetta Center - 14 februari 2013 HV 71 - Skellefteå AIK 4 - 0 (2-0,1-0,1-0) 6907 Kinnarps Arena Omgång 49 - 16 februari 2013 Luleå HF - Frölunda HC 6 - 1 (1-0,2-0,3-1) 5040 Coop Norrbotten Arena - 16 februari 2013 Brynäs IF - Växjö Lakers HC 4 - 3 (0-1,1-2,2-0,0-0,1-0) 6309 Läkerol Arena - 16 februari 2013 Färjestads BK - Linköpings HC 1 - 2 (0-0,0-0,1-1,0-0,0-1) 6325 Löfbergs Lila Arena - 16 februari 2013 Modo Hockey - HV 71 3 - 4 (1-1,1-3,1-0) 6306 Fjällräven Center - 16 februari 2013 Rögle BK - Timrå IK 0 - 4 (0-1,0-1,0-2) 3481 Lindab Arena - 19 februari 2013 Skellefteå AIK - AIK 5 - 2 (2-1,3-1,0-0) 4978 Skellefteå Kraft Arena Omgång 50 - 20 februari 2013 Rögle BK - Frölunda HC 1 - 2 (1-0,0-1,0-1) 3319 Lindab Arena - 21 februari 2013 Skellefteå AIK - Brynäs IF 9 - 1 (2-0,4-0,3-1) 5163 Skellefteå Kraft Arena - 21 februari 2013 Timrå IK - HV 71 1 - 2 (0-0,0-1,1-1) 4140 E.ON Arena - 21 februari 2013 AIK - Färjestads BK 3 - 2 (1-2,1-0,0-0,0-0,1-0) 5033 Hovet, Johanneshov - 21 februari 2013 Växjö Lakers HC - Luleå HF 0 - 2 (0-0,0-0,0-2) 4525 Vida Arena - 21 februari 2013 Linköpings HC - Modo Hockey 1 - 0 (0-0,1-0,0-0) 7166 Cloetta Center Omgång 51 - 23 februari 2013 Brynäs IF - Rögle BK 1 - 2 (0-0,0-1,1-0,0-1) 5631 Läkerol Arena - 23 februari 2013 Växjö Lakers HC - Timrå IK 1 - 2 (1-1,0-0,0-1) 5372 Vida Arena - 23 februari 2013 Färjestads BK - Modo Hockey 3 - 0 (2-0,0-0,1-0) 7263 Löfbergs Lila Arena - 23 februari 2013 HV 71 - Linköpings HC 3 - 4 (2-0,0-3,1-0,0-0,0-1) 7000 Kinnarps Arena - 23 februari 2013 Luleå HF - Skellefteå AIK 3 - 4 (0-0,2-1,1-2,0-0,0-1) 6300 Coop Norrbotten Arena - 24 februari 2013 Frölunda HC - AIK 5 - 3 (3-0,2-3,0-0) 5027 Frölundaborg Isstadion Omgång 52 - 26 februari 2013 Linköpings HC - Luleå HF 2 - 6 (1-1,1-3,0-2) 6697 Cloetta Center - 26 februari 2013 Skellefteå AIK - Färjestads BK 3 - 2 (2-0,0-2,1-0) 5418 Skellefteå Kraft Arena - 26 februari 2013 Modo Hockey - Rögle BK 1 - 0 (0-0,0-0,0-0,1-0) 4853 Fjällräven Center - 26 februari 2013 Timrå IK - Frölunda HC 0 - 1 (0-0,0-0,0-1) 4201 E.ON Arena - 26 februari 2013 AIK - Växjö Lakers HC 4 - 1 (2-0,1-1,1-0) 5590 Hovet, Johanneshov - 26 februari 2013 HV 71 - Brynäs IF 4 - 3 (0-1,2-1,1-1,1-0) 6694 Kinnarps Arena Omgång 53 - 28 februari 2013 Luleå HF - AIK 6 - 4 (3-1,2-3,1-0) 5037 COOP Arena - 28 februari 2013 Timrå IK - Färjestads BK 4 - 3 (2-0,1-1,1-2) 4099 E.ON Arena - 28 februari 2013 Brynäs IF - Modo Hockey 3 - 1 (1-0,2-1,0-0) 6576 Läkerol Arena - 28 februari 2013 Rögle BK - Skellefteå AIK 2 - 3 (1-2,1-1,0-0) 3191 Lindab Arena - 28 februari 2013 Växjö Lakers HC - HV 71 4 - 1 (1-0,2-1,1-0) 5700 Vida Arena - 28 februari 2013 Frölunda HC - Linköpings HC 2 - 4 (0-0,1-0,1-4) 5132 Frölundaborg Isstadion Omgång 54 - 2 mars 2013 Modo Hockey - Timrå IK 0 - 1 (0-0,0-0,0-0,0-0,0-1) 6833 Fjällräven Center - 2 mars 2013 AIK - Brynäs IF 0 - 1 (0-0,0-0,0-1) 8094 Hovet, Johanneshov - 2 mars 2013 Luleå HF - Färjestads BK 3 - 4 (0-0,1-1,2-2,0-0,0-1) 5363 Coop Norrbotten Arena - 2 mars 2013 Linköpings HC - Växjö Lakers HC 1 - 2 (0-1,0-0,1-1) 6820 Cloetta Center - 2 mars 2013 HV 71 - Rögle BK 3 - 1 (2-0,0-1,1-0) 6815 Kinnarps Arena - 2 mars 2013 Frölunda HC - Skellefteå AIK 2 - 1 (1-1,0-0,0-0,1-0) 5554 Frölundaborg Isstadion Omgång 55 - 5 mars 2013 Luleå HF - HV 71 2 - 1 (1-0,0-1,1-0) 5249 Coop Norrbotten Arena - 5 mars 2013 Skellefteå AIK - Modo Hockey 3 - 2 (1-1,1-0,0-1,1-0) 5588 Skellefteå Kraft Arena - 5 mars 2013 Timrå IK - AIK 1 - 3 (0-0,0-2,1-1) 3511 E.ON Arena - 5 mars 2013 Brynäs IF - Linköpings HC 2 - 4 (1-3,0-1,1-0) 4391 Läkerol Arena - 5 mars 2013 Rögle BK - Färjestads BK 1 - 4 (1-1,0-0,0-3) 3212 Lindab Arena - 5 mars 2013 Växjö Lakers HC - Frölunda HC 1 - 2 (1-0,0-0,0-1,0-0,0-1) 5137 Vida Arena |